# Naengmyeon

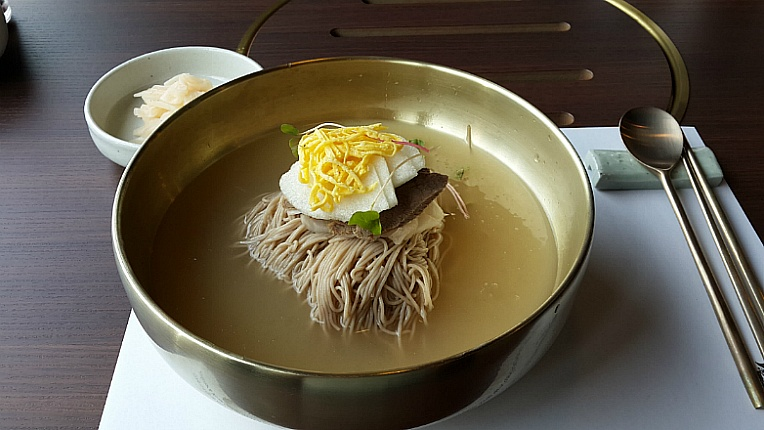
Naengmyeon

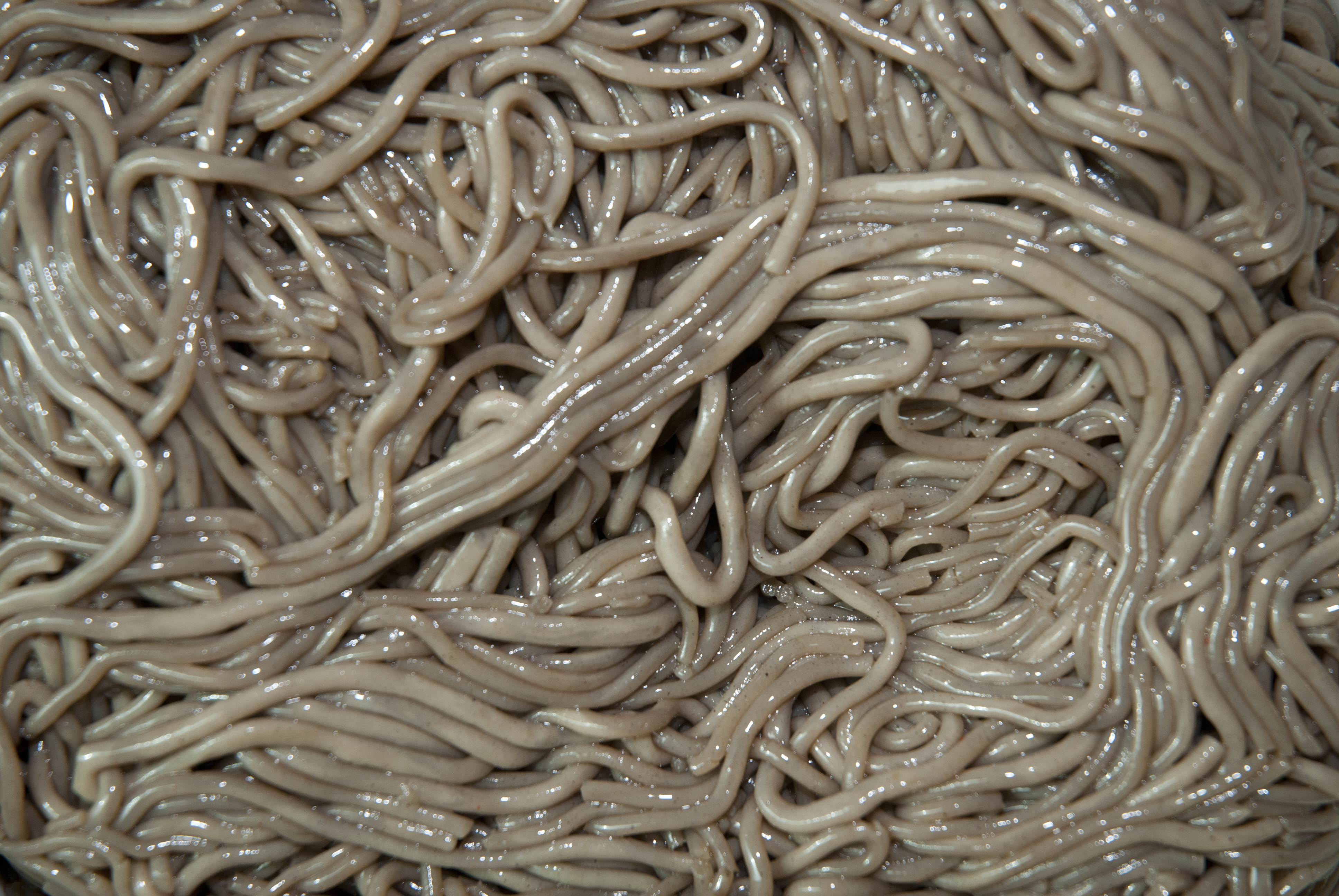
Naengmyeon no estado de macarrão simples

Naengmyeon (hangul: 냉면; hanja: 冷麵) é uma sopa fria tradicional da Coreia; o próprio nome significa “massa fria”.
O spaghetti para esta sopa é longo e fino (tradicionalmente feito em casa), feito com base em farinha de trigo-mourisco ou araruta, que dá uma massa mais escura, e batata. Depois de cozido, é servido de duas formas diferentes: mul-naengmyeon é servido num caldo de carne de vaca frio, normalmente com fatias de carne cozida e agulhas de pepino e, por vezes, fatias de pera coreana e ovo cozido, temperado com vinagre e açúcar; bibim-naengmyun leva os mesmos ingredientes, mais um molho picante, o gochujang, com o caldo servido à parte.